# Gherăești (gmina)
Gherăești – gmina w Rumunii, w okręgu Neamț. Obejmuje miejscowości Gherăești, Gherăeștii Noi i Tețcani. W 2011 roku liczyła 4854 mieszkańców.